# Żakowo (województwo wielkopolskie)
Żakowo – wieś w Polsce, położona w województwie wielkopolskim, w powiecie leszczyńskim, w gminie Lipno, na Pojezierzu Krzywińskim.
W pobliżu wsi znajduje się grodzisko stożkowate, nazywane Zamkową Górą, a na jego skraju umieszczono później figurę Jezusa Chrystusa. W odległości 2 km na zachód od Żakowa znajduje się stacja kolejowa Lipno Nowe.

## Integralne części wsi
| SIMC    | Nazwa       | Rodzaj     |
| ------- | ----------- | ---------- |
| 0373103 | Janopol     | przysiółek |
| 1007352 | Nowe Żakowo | część wsi  |

## Historia
Wieś była wzmiankowana w dokumentach przynajmniej w 1393 (Piotr Piotrasz z Żakowa jako świadek). Piotr Piotrasz później używał nazwiska Piotr Żakowski. O miejscowość prowadzono pod koniec XIV wieku liczne sprawy sądowe. Z dokumentów z 1564 
wynika, że w Żakowie gospodarował wtedy Jakub Kuranowski i rodzina Pawłowskich. W 1580 była mowa o Piotrze i Mikołaju Pawłowskim. W 1793 Żakowo miała w gestii żona generała Turno, Kordula z Gorzeńskich Turnina, stolnikowa kaliska. Pod koniec XIX wieku wieś dzieliła się na wieś gospodarską (17 domów, 120 mieszkańców) i wieś dworską (8 domów, 109 mieszkańców). Katolicy uczyli się w Goniembicach, a ewangelicy w Wyciążkowie. W okresie zaboru pruskiego Żakowo nazywało się Sauke.
W latach 1975–1998 miejscowość należała administracyjnie do województwa leszczyńskiego.

## Zabytki i turystyka
Status zabytku posiada żakowski dwór, eklektyczny, wybudowany w I albo II poł. XIX wieku. W XX wieku został przebudowany i potem służył celom mieszkalnym pracownikom PGR. Wraz z wozownią i parkiem krajobrazowym o pow. 4,04 ha tworzy zespół dworski.
Przez Żakowo przebiega niebieski szlak pieszy im. Karola Kurpińskiego z Trzciela do Wąsosza.